# Cresaptown, Maryland
Cresaptown, Maryland (енгл. Cresaptown) насељено је место без административног статуса у америчкој савезној држави Мериленд.

## Демографија
По попису из 2010. године број становника је 4.592.
| Група             | 2000.    | 2010.         |
| Белци             | 0 (0,0%) | 3.262 (71,0%) |
| Афроамериканци    | 0 (0,0%) | 1.231 (26,8%) |
| Азијати           | 0 (0,0%) | 19 (0,4%)     |
| Хиспаноамериканци | 0 (0,0%) | 26 (0,6%)     |
| Укупно            | 0        | 4.592         |